# Халид аль-Багдади
Мавляна Мухаммад Халид Зияуддин Багдади (1779—1826) — курдский учёный шафиитского мазхаба, ашарит, духовный наставник — муршид. Является 30-м духовным звеном в цепи преемственности шейхов тариката Накшбандийя, основатель новой ветви Накшибандийского тариката — халидия. Является также шейхом Кадирийского, Сухревердийского, Чиштийского, Кубравийского тарикатов.
Если взять во внимание тот факт, что он стал во всём исламском мире вторым, кто после Джалаледдина Руми получил титул «Мавляна» (господин наш, наш повелитель), то становится очевидным, насколько великим были его влияние и авторитет.

## Биография
Родился в 1779 году в Шехрезаре в курдской семье. Отец его происходил из рода Усмана, а мать — из рода Али. Своё первое образование он получил от отца, а после этого — в медресе Сулеймания. Учителями его были такие учёные, как Сейид Абдулькерим Берзенджи и Сеййид Мола Ибрахим. Из Сулеймании он перебрался в Багдад. Приобретая знания, он провёл там некоторое время и вновь вернулся в Сулейманию. Его жажда знаний была неутолимой. После приобретения всех религиозных знаний он увлекается знаниями мирскими, став учеником такого известного учёного того времени, как Мухаммад Хусейн, учась у него математике, геометрии, инженерным наукам и астрономии.
Его живой и пытливый ум, глубокие знания и способности пробуждали к нему интерес окружающих. Многие государственные деятели того времени желали видеть его преподавателем медресе, однако он не принимал их предложения, объясняя это тем, что не готов к этому. Однако после смерти своего учителя Абдулькерима Берзанджи, который умер в результате возникшей в 1798 году в Сулеймании эпидемии чумы, он согласился преподавать. После семилетнего преподавания он, чувствуя потребность в духовном знании, отправился в хадж. По пути он заезжает в Сирию, где остаётся на некоторое время.
В период своего проживания в Сирии он получает от Мухаммада аль-Кузбери аттестацию по хадисоведению, а от Мустафы аль-Курди — разрешение наставничества в тарикате Кадирийя. Кроме трудностей, которые он переносил по пути в хадж, он удостаивается некоторых духовных даров и наставлений. Так, передаётся, что, находясь в Медине, он ищет себе в помощь духовного наставника и встречает приятной наружности человека, у которого просит стать его наставником, на что тот отвечает: «Когда ты будешь в Священной Мекке и увидишь явные ошибки людей, не торопись осуждать их».
После этого Халид Багдади вместе со своими товарищами покидает Медину и отправляется в Мекку. Там он всецело посвящает себя поклонению, целыми днями оставаясь у Каабы. Совершив предписанный ему хадж, Халид Багдади возвращается в Сулейманию, где продолжает преподавать. Он продолжал эту деятельность, пока в Сулейманию не прибыл Мирза Рахималлах Азимабади, странствующий дервиш Абдуллаха Дехлеви.
В 1809 Халид Багдади с Мирзой Азимабади отправляется в Индостан. По пути он посещает могилы умерших алимов и шейхов и встречается с живыми. После целого года путешествий в поисках устаза в Индии, в княжестве Дихли (Делли) наконец он доходит Абдуллаха Дехлеви в Джеханабаде.
Там, под попечительством шейха, Мавляна Халид проходит путь сейру-сулюк и одновременно, по его же распоряжению, учится у Моллы Абдульазиза аль-Хинди акаиду и каламу, впоследствии получив иджаза. Аль-Хинди был шейхом Накшибандийя и учёным по акаиду, который написал произведение Тухфа Исна Аш’ариййя, опровергающее убеждения шиитов. Абдуллах Дехлеви дал своему мюриду Халиду Багдади разрешение быть наставником в тарикатах Накшибандийя, Кадирийя, Сухревердийя, Кубравийя и Чиштийя. Для того чтобы воспитать и сломить в своем мюриде чувство собственного «Я», Дехлеви давал ему разные поручения, заставляя заниматься уборкой, чистить отхожие места и т. п. И в течение одного года он смог избавиться от волнообразных вспышек своего нафса.
Пройдя весь путь духовного становления и совершенствования (сейру-сулюк) и получив духовную аттестацию, Мавляна Халид, по наставлению своего шейха, возвращается к себе на родину.
Когда же его спросили о последнем желании, он сказал:
«Мое последнее желание — религия, и для того чтобы религия обрела совершенство и силу, я желаю мирского».
В 1811 году он возвращается в родную Сулейманию. Получив знак от своего шейха, он прибывает в Багдад. Там, не без помощи правителя города Саида Паши, он восстанавливает медресе Ихсания, которое позже сделает своим текке и назовет «Текке Халидийя». Вскоре его широкие знания и авторитет в тасаввуфе сделали его известным во всей округе, что привлекло внимание и некоторых завистников, которые впоследствии донесут на него Вали Паше.
Когда дело дошло до самого Султана II Махмуда, претендента на престол, и он уже вызвал для вынесения окончательного приговора Шейхуль-ислам Мустафу Касыма Эфенди, тот вместо собственных слов привел Султану аят Священного Корана, в котором говорилось: «О вы, которые уверовали! Если к вам придет нечестивец с какой-либо вестью, то разузнайте, [в чём дело], чтобы не поразить по неведению [невинных людей], а не то вам придётся раскаиваться в том, что вы совершили» (аль-Худжурат, 49/6). Тогда для выяснения деталей этого обстоятельства Султан послал двух людей. После проведённого расследования невиновность и даже правота Мавляны Халида становится очевидной. А сам Мавляна Халид, дабы переждать, пока все утихнет, возвращается в Сулейманию. В Сулеймании он открывает вторую текке. Своих многочисленных воспитанников и преемников, которых он воспитывает в текке Багдада и Сулеймании, он посылает в разные страны Исламского мира.
В 1822 году Мавляна Халид вновь приезжает в Багдад, после чего отправляется в Сирию, где открывает в Сахилийе третью текке.
В 1825 году после трёхлетней духовной деятельности и наставничества в Сахилийе он повторно совершает хадж. На обратном пути в Сирию он заражается холерой.
10 июня 1826 года он умирает, как он и говорил, в ночь на пятницу. Могила его находится в Сирии, в Сахилийи, на склоне горы Касйон. По наставлению одного из его преемников, Мухаммада аль-Фираки, халиф Абдульмаджид Хан I воздвиг над ней купол.

## Произведения
Помимо духовных бесед и проповедей и воспитанных им преемников, Мавляна Халид Багдади стал известен ещё и благодаря своим произведениям. Эти произведения охватывают различную религиозную тематику. Некоторые из этих произведений были написаны на фарси, другие — на арабском языке:
- аль-Акдуль-Джаухари: повествует о разнице во взглядах таких мазхабов, как Матуриди и Ашари, в частности, относительно теологического понятия «касб». Издано в Стамбуле.
- Рабита Рисалеси: произведение, целиком посвящённое понятию рабиты. Было издано вместе с Рашахатом.
- Шарх Макамат Харири.
- Шарх Хадис Джибриль: теологическое и суфийское толкование хадиса, известного более как «хадис Джибриля», даваемое на персидском языке. Произведение сохранилось лишь в рукописи, одна из которых хранится в библиотеке Сулеймания.
- Сийалкути Хашийа.
- Акаид Адудиййа.
- Диван: сборник стихов на персидском, арабском и курдском языках.